# Meesiaceae
Meesiaceae Schimp., 1856 è una famiglia di muschi dell'ordine Splachnales.

## Tassonomia
La famiglia comprende 11 specie nei seguenti generi:
- Amblyodon P.Beauv., 1804 (1 specie)
- Leptobryum (Schimp.) Wilson, 1855 (1 sp.)
- Meesia Hedw., 1801 (7 spp.)
- Neomeesia Deguchi, 1983 (1 sp.)
- Paludella Ehrh. ex Brid., 1817 (1 sp.)